# Passeriniella savoryellopsis
Passeriniella savoryellopsis är en svampart som beskrevs av K.D. Hyde & Mouzouras 1988. Passeriniella savoryellopsis ingår i släktet Passeriniella, klassen Dothideomycetes, divisionen sporsäcksvampar och riket svampar.   Inga underarter finns listade i Catalogue of Life.